# 侯皮亞
肉餅（白話字：Bakpia），是源自「肉餅」的閩南話發音，一種在印尼與菲律賓受歡迎的豆製月餅。當初是由華裔閩南移民所帶來的。這道食品被廣泛使用、因價格低廉、常被作為家人、朋友、和親屬間相互贈送的禮物。
在印尼，它也被廣泛稱作Bakpia Pathok 。這些甜麵包類似於更大的印尼餅，唯一的差別是大小。
在中國大陸，人民網與新華網皆稱此為侯皮亞餅。